# فریاد انسان‌ها
فریاد انسان‌ها فیلمی به کارگردانی و نویسندگی نادر قانع محصول سال ۱۳۴۹ است.

## بازیگران
- سهیلا
- پروین غفاری
- مصطفی تاجیک
- احمد علی‌نژاد
- اسدالله یکتا
- عباس مهردادیان
- بابک
- عزت‌الله وثوق
- علی آزاد
- گیتی فروهر